# Pheidole eidmanni
Pheidole eidmanni är en myrart som beskrevs av Menozzi 1926. Pheidole eidmanni ingår i släktet Pheidole och familjen myror. Inga underarter finns listade i Catalogue of Life.